# Eucaliptus (Bolivia)
Eucaliptus es una localidad y municipio de Bolivia, capital de la provincia de Tomás Barrón en el departamento de Oruro. Fue designada como capital de provincia por Ley de 7 de marzo de 1980 al crearse la provincia, durante el gobierno de Lydia Gueiler Tejada.

## Geografía
El municipio es el único de la provincia y se ubica en la parte septentrional del departamento de Oruro, al oeste del país. Limita al norte con el municipio de Sica Sica y al oeste con el municipio de Papel Pampa, ambos en el departamento de La Paz, y al sur y al este con el municipio de Caracollo en la provincia de Cercado.
Eucaliptus se encuentra en una planicie ligeramente ondulada, interrumpida por alguna cadena ocasional de pequeñas colinas, con una altitud de 3.700 a 3.800 m s. n. m. Tiene una precipitación promedio de 300 mm anuales, y vientos fuertes que pueden ocasionar daños a los cultivos y erosionan el suelo.

## Demografía
De acuerdo con el censo boliviano de 2024, la población del municipio de Eucaliptus es de 5 443 habitantes.
La población del municipio aumentó apenas levemente entre 1992 y 2024:
| Año  | Habitantes (municipio) | Fuente |
| ---- | ---------------------- | ------ |
| 1992 | 5 045                  | Censo  |
| 2001 | 5 424                  | Censo  |
| 2012 | 5 267                  | Censo  |
| 2024 | 5 443                  | Censo  |

## Economía
La principal actividad económica de la población es la agricultura, con cultivos de papa, cebada, trigo y quinua, producción destinada en mayor grado a la venta y a la transformación de la papa en chuño.

## Transporte
Eucaliptus se ubica a 88 kilómetros al noroeste de Oruro, la capital del departamento.
Por Oruro discurre la carretera nacional Ruta 1, que recorre todo el Altiplano en dirección norte-sur, desde el lago Titicaca pasando por el área metropolitana de El Alto-La Paz, Oruro, Potosí y Tarija hasta Bermejo en la frontera con Argentina. En la ruta de El Alto a Oruro, a 74 kilómetros al norte de Oruro, en la localidad de Panduro, un camino rural sin asfaltar se bifurca en dirección suroeste desde la Ruta 1 y, luego de 14 kilómetros por Quelcata, llega a la localidad de Eucaliptus.
La estación de tren de Eucaliptus se encuentra en la línea ferroviaria Antofagasta-La Paz.